# Receptores Eph
Los receptores Eph  (Tyrosine-protein kinase receptor EPH en inglés) son un grupo de receptores que se activan en respuesta a la unión con proteínas denominadas Ephrins (por  hepatoma productor de eritropoyetina) Efrinas en castellano. Los Eph forman la mayor subfamilia conocida de receptores tirosina quinasa. Tanto los receptores Eph como sus correspondientes ligandos efrinas son proteínas unidas a la membrana que requieren interacciones directas célula-célula para la activación del receptor Eph. La señalización Eph/efrina ha sido implicada en la regulación de una serie de procesos críticos para el desarrollo embrionario, incluyendo la guía de axones, la formación de límites tisulares, la migración celular y la segmentación. Además, se ha identificado que la señalización Eph/efrina juega un papel crítico en el mantenimiento de varios procesos durante la edad adulta, incluyendo la potenciación a largo plazo, la angiogénesis, y la diferenciación de células madre y el inicio de cáncer.

## Descubrimiento e historia
Los receptores Eph se identificaron inicialmente en 1987 tras una búsqueda de tirosina quinasas con posibles funciones en el cáncer, obteniendo su nombre de la línea celular de carcinoma hepatocelular productora de eritropoyetina (Erythropoietin-producing human hepatocellular) de la que se obtuvo su ADNc. Estos receptores transmembrana se clasificaron inicialmente como receptores huérfanos sin ligandos ni funciones conocidas, y pasó algún tiempo antes de que se conocieran las posibles funciones de los receptores.
Cuando se demostró que casi todos los receptores Eph se expresaban durante varias etapas bien definidas del desarrollo en localizaciones y concentraciones variadas, se propuso un papel en el posicionamiento celular, iniciando la investigación que reveló que las familias Eph/efrina eran un sistema principal de guía celular durante el desarrollo de vertebrados e invertebrados.

## Estructura
Los receptores de efrinas constituyen un sistema de señalización intracelular receptor-ligando.
Dominios

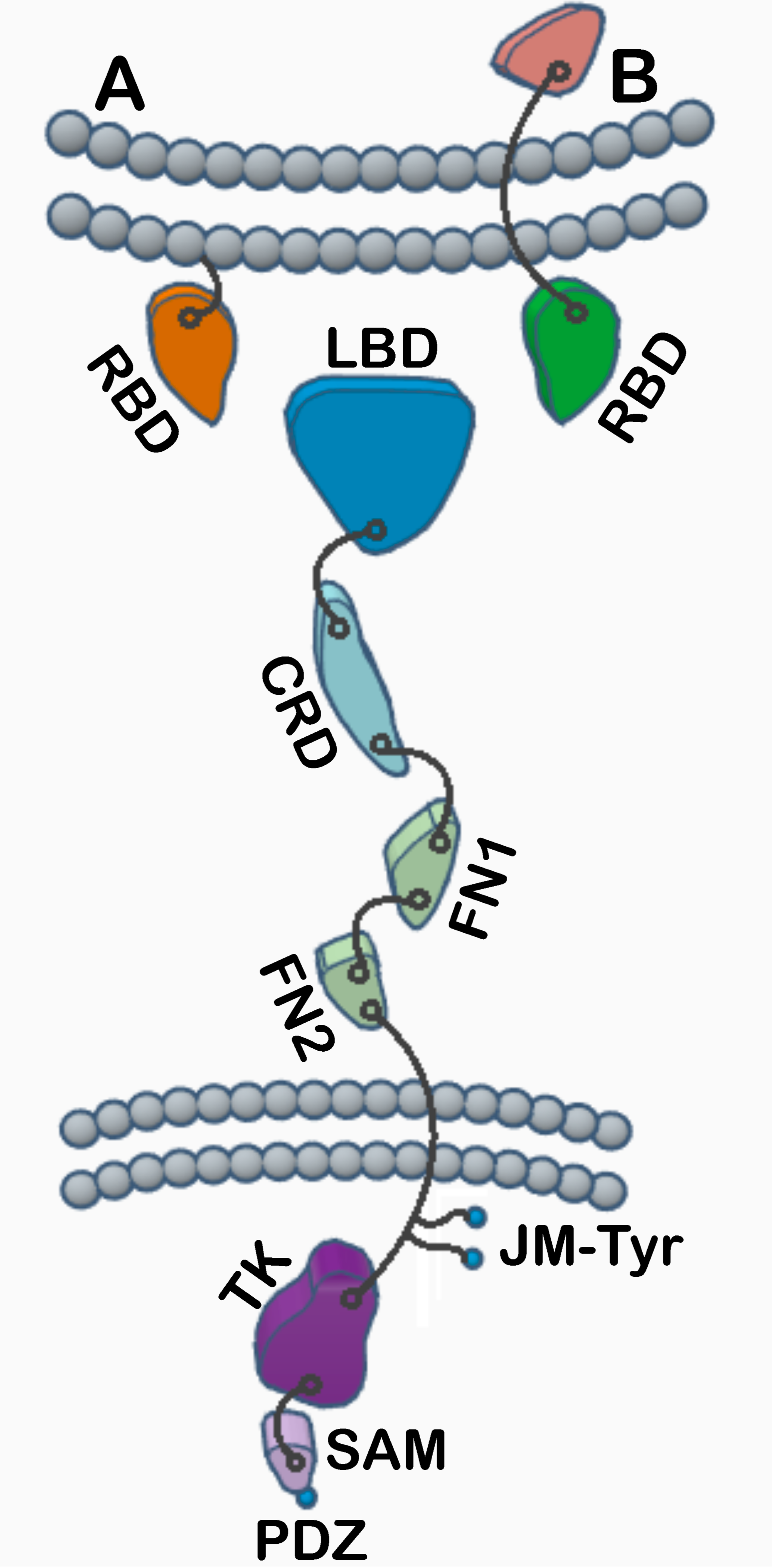
Dominios Eph.

- EphLBD (Ephrin Ligand binding domain)
- Ephrin CRD (Ephrin cistein-receptor-domain)
- Fibronectin type-III (FNI, FNII)
- Protein kinase TK
- Joint Motif (JM-Tyr)
- SAM (sterile α motif)
- PDZ motivo de unión (PSD + DlgA + ZO-1, Postsynaptic density protein + disc large tumor suppressor + zonula occludens-1 protein)

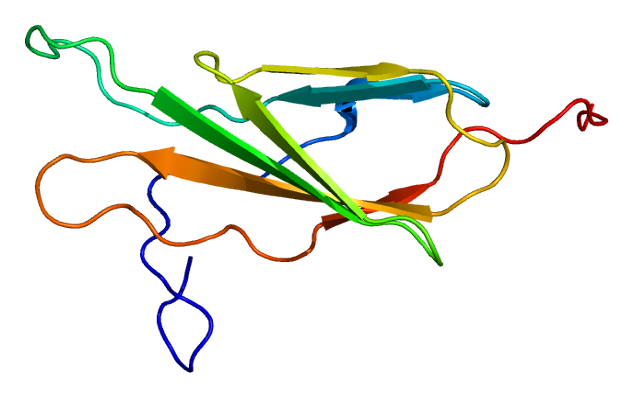
Homodímero de EPH A-1

El receptor EPH A-1 es un Homodímero. Forma un complejo de señalización con LCK; PTK2B/PYK2 y PI3-quinasa tras la activación por EFNA1; regula la migración de linfocitos T. 
 

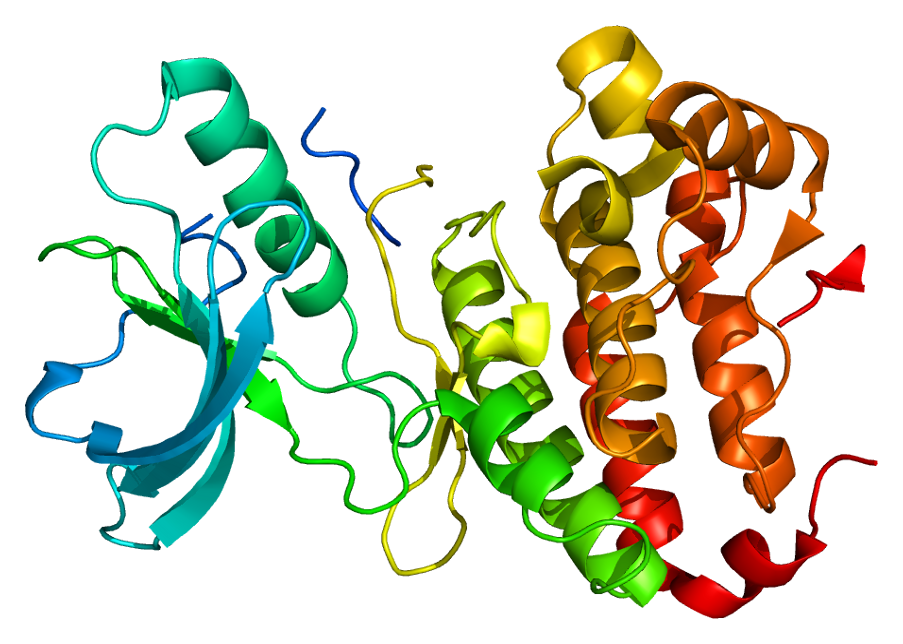
Heterotetrámero receptor EPH A-3

El receptor EPH A-3 es un Heterotetrámero compuesto por un dímero de efrina y un dímero de receptor. Forma un complejo ternario EFNA5-EPHA3-ADAM10 que media el desprendimiento del dominio extracelular de EFNA5 por ADAM10 que regula la internalización y función del complejo EFNA5-EPHA3.

El receptor EPH B-1 es un Heterotetrámero al unirse al ligando. El heterotetrámero está compuesto de un dímero de efrina y un dímero de receptor. La oligomerización es probablemente necesaria para inducir respuestas biológicas.

Los receptores Eph ya estaban presentes en organismos previos a la aparición de los animales como medusas o los corales. Se han identificado moléculas similares en coanoflagelados, organismos unicelulares. Las esponjas, que son los animales más antiguos, poseen más del 70 % de los genes que en humanos participan en las rutas de señalización de Ephs/efrinas.

## Subclases
Los Ephs pueden dividirse en dos subclases, EphAs y EphBs (codificados por los loci genéticos designados EPHA y EPHB respectivamente), basándose en la similitud de la secuencia y en su afinidad de unión a los ligandos ephrin-A ligados al glicosilfosfatidilinositol o a los ligandos ephrin-B ligados a la transmembrana. De los 16 receptores Eph (véase más arriba) que se han identificado en animales, se sabe que los humanos expresan nueve EphA (EphA1-8 y EphA10) y cinco EphB (EphB1-4 y EphB6). En general, los Ephs de una subclase particular se unen preferentemente a todas las efrinas de la subclase correspondiente, pero tienen poca o ninguna unión cruzada con las efrinas de la subclase opuesta. Recientemente se ha propuesto que la especificidad intrasubclase de la unión Eph/efrina podría atribuirse parcialmente a los diferentes mecanismos de unión utilizados por los EphAs y los EphBs. Sin embargo, hay excepciones a la especificidad de unión intrasubclase observada en los Ephs, ya que en estudios recientes se ha demostrado que la efrina-B3 puede unirse a EphA4 y activarlo, y que la efrina-A5 puede unirse a EphB2 y activarlo. La interacción EphA/efrina-A se produce normalmente con mayor afinidad que las interacciones EphB/efrina-B, lo que puede atribuirse en parte al hecho de que las efrinas-A se unen mediante un mecanismo de "bloqueo y llave" que requiere poco cambio conformacional de los EphAs, en contraste con los EphBs que utilizan un mecanismo de "ajuste inducido" que requiere una mayor cantidad de energía para alterar la conformación de los EphBs para unirse a las efrinas-B.
Se han identificado 16 Ephs en animales y se enumeran a continuación:
- EPHA1, EPHA2, EPHA3, EPHA4, EPHA5, EPHA6, EPHA7, EPHA8, EPHA9, EPHA10
- EPHB1, EPHB2, EPHB3, EPHB4, EPHB5, EPHB6

| Eph receptor | Número aminoácidos | Cromosoma                | Nombres anteriores                                                                                        |
| Eph A1       | 971 aa             | Cromosoma 7 7q34-q35     | EPH tyrosine kinase 1, EPHT1                                                                              |
| Eph A2       | 976 aa             | Cromosoma 1 1p36.13      | Epithelial cell kinase, Tyrosine-protein kinase receptor ECK                                              |
| Eph A3       | 983 aa             | Cromosoma 3 3p11.1       | EPH-like kinase 4, EK4, hEK4                                                                              |
| Eph A4       | 986 aa             | Cromosoma 2 2q36.1       | EPH-like kinase 8 (EK8; hEK8), Tyrosine-protein kinase TYRO1                                              |
| Eph A5       | 1037 aa            | Cromosoma 4 4q13.1-q13.2 | Brain-specific kinase, EPH homology kinase 1 (EHK-1)                                                      |
| Eph A6       | aa                 | Cromosoma                | nn |
| Eph A7       | aa                 | Cromosoma 5              | nn |
| Eph A8       | aa                 | Cromosoma                | nn |
| Eph A9       | aa                 | Cromosoma                | nn |
| Eph A10      | aa                 | Cromosoma                | nn |
| Eph B1       | 984 aa             | Cromosoma 3 3q22.2       | ELK, EPH tyrosine kinase 2, EPH-like kinase 6 (EK6; hEK6)                                                 |
| Eph B2       | 1055 aa            | Cromosoma 1 1p36.12      | Developmentally-regulated Eph-related tyrosine kinase, ELK-related tyrosine kinase, EPH tyrosine kinase 3 |
| Eph B3       | aa                 | Cromosoma                | nn |
| Eph B4       | aa                 | Cromosoma                | nn |
| Eph B5       | aa                 | Cromosoma                | nn |
| Eph B6       | aa                 | Cromosoma                | nn |

## Activación

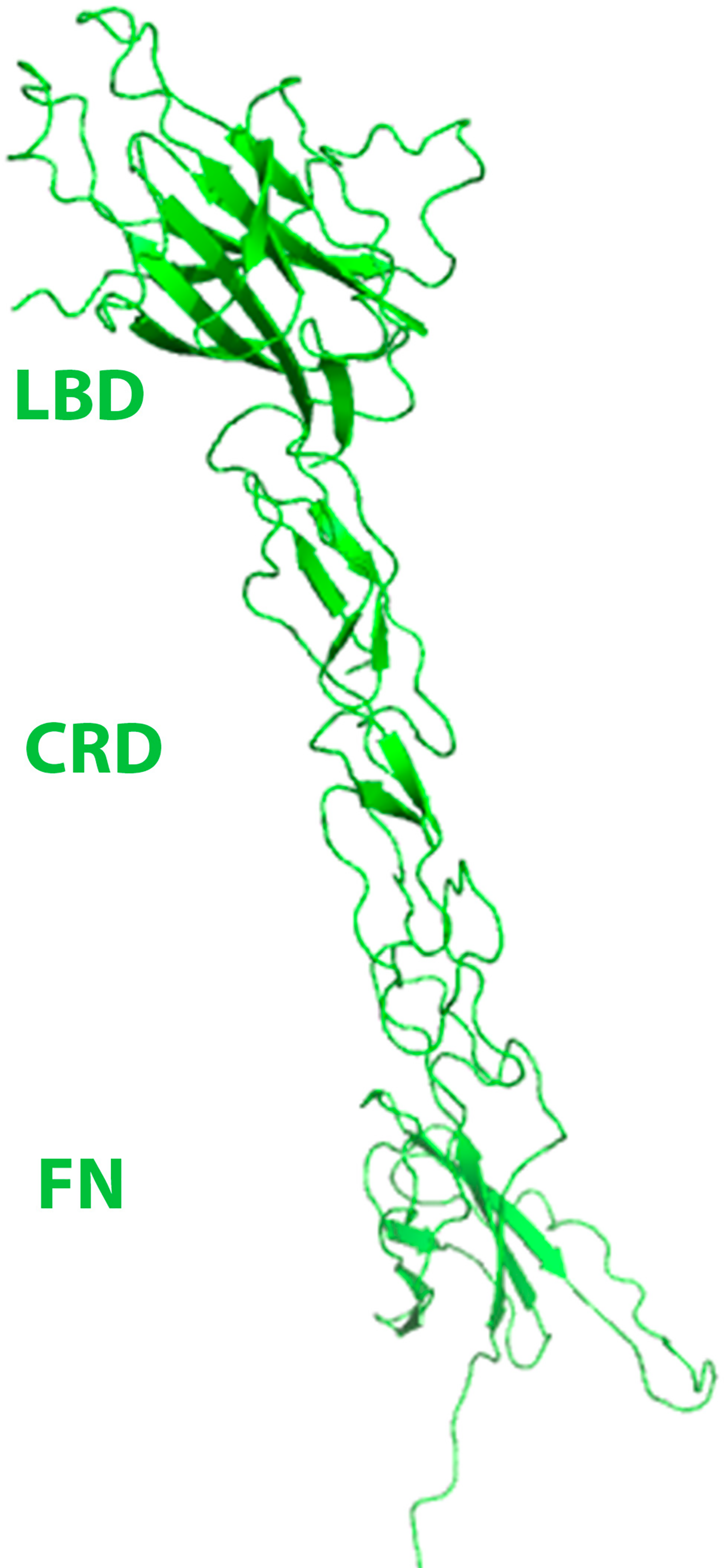
Ectodominio (Dominio extracelular N-terminal) del receptor rEphB6.
LBD= Ligand Binding Domain, dominio donde las Efrinas-B se unen.

El dominio extracelular de los receptores Eph está compuesto por un dominio globular de unión a ligando de efrina (LBD), altamente conservado, una región rica en cisteína (CRD) y dos dominios de fibronectina tipo III (FN). Este extremo N-terminal muestra una arquitectura rígida, extendida, similar a una varilla con flexibilidad limitada entre los tres dominios. 
El dominio citoplasmático de los receptores Eph se compone de una región yuxtamembrana con dos residuos de tirosina conservados, un dominio tirosina cinasa, un motivo alfa estéril (sterile alpha motif, SAM) y un motivo de unión a PDZ. Tras la unión de un ligando de efrina al dominio globular extracelular de un receptor Eph, los residuos de tirosina y serina en la región yuxtamembranal del Eph se fosforilan permitiendo que la tirosina quinasa intracelular se convierta en su forma activa y posteriormente active o reprima las cascadas de señalización corriente abajo. La estructura de la trans-autofosforilación de la región yuxtamembranal de EPHA2 se ha observado al cristalizar un EPHA2.

## Función
La capacidad de los Ephs y las efrinas para mediar en una variedad de interacciones célula-célula sitúa al sistema Eph/efrina en una posición ideal para regular una variedad de procesos biológicos diferentes durante el desarrollo embrionario.

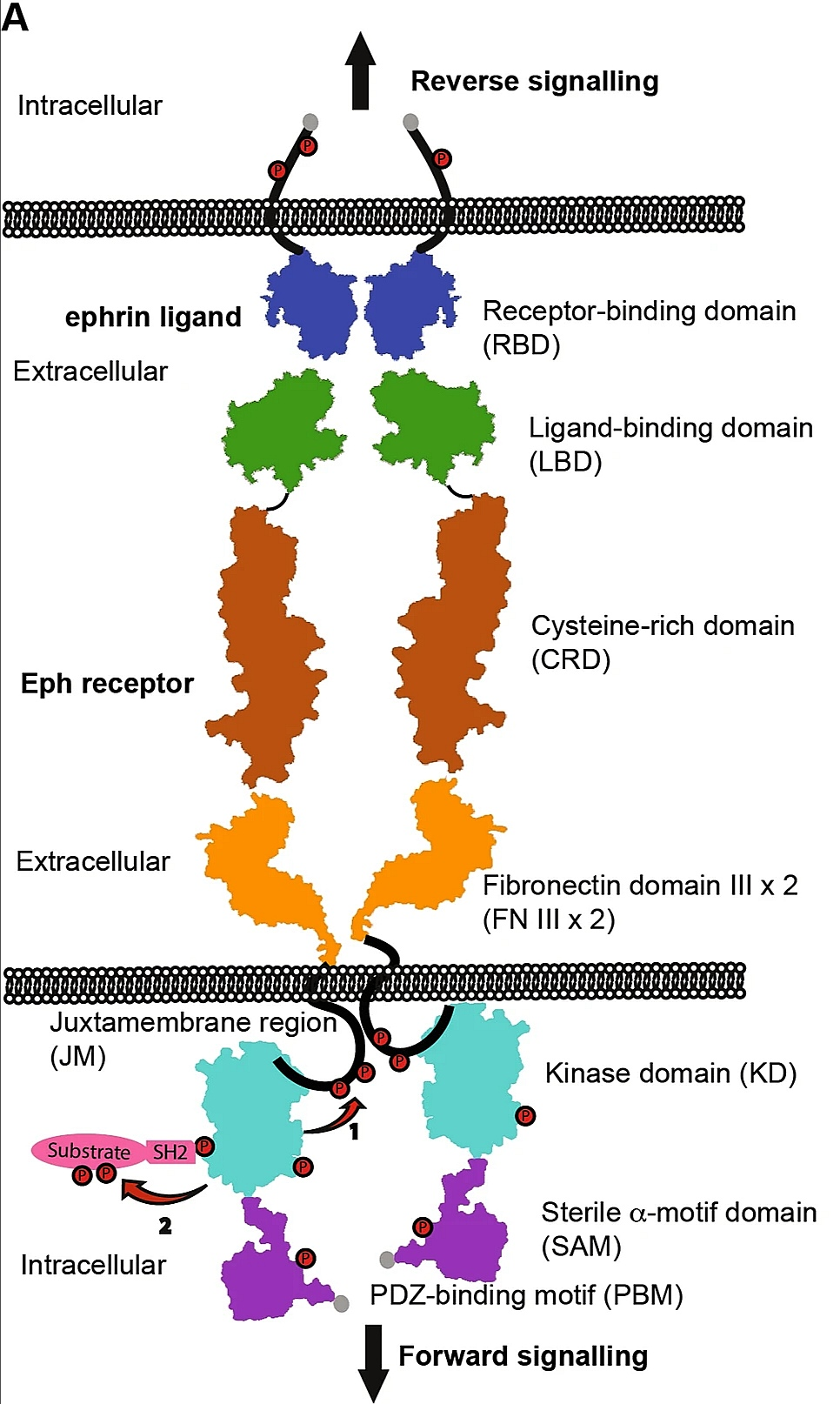
Relación EFN-Eph intercelular.
Forward signalling= señalización directa o hacia adelante.

### Señalización bidireccional
A diferencia de la mayoría de los otros RTKs, los Ephs tienen una capacidad única para iniciar una señal intercelular tanto en la célula portadora del receptor (señalización "directa") como en la célula opuesta portadora de la efrina (señalización "inversa") tras el contacto célula-célula, lo que se conoce como señalización bidireccional. Aunque las consecuencias funcionales de la señalización bidireccional Eph/efrina no se han dilucidado completamente, está claro que este proceso de señalización único permite que las efrinas Eph tengan efectos opuestos sobre la supervivencia de los conos de crecimiento y permite la segregación de las células que expresan Eph de las que expresan efrinas.

### Segmentación
La segmentación es un proceso básico de la embriogénesis que ocurre en la mayoría de los invertebrados y en todos los vertebrados por el cual el cuerpo se divide inicialmente en unidades funcionales. En las regiones segmentadas del embrión, las células empiezan a presentar límites bioquímicos y morfológicos en los que el comportamiento celular es drásticamente diferente, algo vital para la diferenciación y función futuras. En el rombencéfalo, la segmentación es un proceso definido con precisión. En el mesodermo paraxial, sin embargo, el desarrollo es un proceso dinámico y adaptativo que se ajusta en función del crecimiento del cuerpo posterior. En estas regiones se expresan varios receptores Eph y efrinas y, mediante análisis funcionales, se ha determinado que la señalización Eph es crucial para el correcto desarrollo y mantenimiento de los límites de estos segmentos. Estudios similares realizados en el pez cebra han mostrado procesos de segmentación similares dentro de los somitas que contienen un patrón de expresión rayado de los receptores Eph y sus ligandos, que es vital para una segmentación adecuada. Es tal su importancia que la interrupción de la expresión da lugar a límites mal colocados o incluso ausentes.

### Guía de axones
A medida que se desarrolla el sistema nervioso, el patrón de las conexiones neuronales se establece mediante guías moleculares que dirigen los axones (guía axonal) a lo largo de las vías mediante señales derivadas de la vía y de la diana. La señalización Eph/efrina regula la migración de los axones a sus destinos diana en gran medida disminuyendo la supervivencia de los conos de crecimiento axonal y repeliendo el axón en migración lejos del lugar de activación de Eph/efrina. Este mecanismo de repulsión de los axones en migración a través de la disminución de la supervivencia de los conos de crecimiento depende de los niveles relativos de expresión de Eph y efrina y permite que los gradientes de expresión de Eph y efrina en las células diana dirijan la migración de los conos de crecimiento de los axones basándose en sus propios niveles relativos de expresión de Eph y efrina. Típicamente, la señalización hacia adelante por ambos receptores EphA y EphB media el colapso del cono de crecimiento, mientras que la señalización inversa a través de la efrina-A y la efrina-B induce la supervivencia del cono de crecimiento.
La capacidad de la señalización Eph/efrina para dirigir axones migratorios a lo largo de gradientes de expresión Eph/efrina se evidencia en la formación del mapa retinotópico en el sistema visual, con niveles de expresión graduados tanto de receptores Eph como de ligandos de efrina que conducen al desarrollo de un mapa neuronal resuelto. Estudios posteriores demostraron el papel de las Eph en la elaboración de mapas topográficos en otras regiones del sistema nervioso central, como el aprendizaje y la memoria a través de la formación de proyecciones entre el septo y el hipocampo[24].
Además de la formación de mapas topográficos, la señalización Eph/efrina se ha implicado en la guía adecuada de los axones de las neuronas motoras en la médula espinal. Aunque varios miembros de Ephs y efrinas contribuyen a la orientación de las motoneuronas,[25] se ha demostrado que la señalización inversa de la efrina-A5 desempeña un papel crítico en la supervivencia de los conos de crecimiento de las motoneuronas y media en la migración de los conos de crecimiento iniciando la repelencia en los axones migratorios que expresan EphA.

### Migración celular
Más que en la guía axonal, los Ephs han sido implicados en la migración de las células de la cresta neural durante la gastrulación. En el tronco del embrión de pollo y rata, la migración de las células de la cresta está parcialmente mediada por receptores EphB. Se ha demostrado que mecanismos similares controlan el movimiento de la cresta en el rombencéfalo dentro de los rombómeros 4, 5 y 7, que distribuyen las células de la cresta a los arcos braquiales 2, 3 y 4 respectivamente. En C. elegans, un knockout del gen vab-1, conocido por codificar un receptor Eph, y de su ligando Efrina vab-2 resulta en dos procesos migratorios celulares afectados.

### Angiogénesis
Los receptores Eph están presentes en alto grado durante la vasculogénesis, angiogénesis y otros desarrollos tempranos del sistema circulatorio. Este desarrollo se ve perturbado sin ellos. Se cree que distinguen el endotelio arterial y venoso, estimulando la producción de brotes capilares, así como en la diferenciación del mesénquima en células de soporte perivascular.
La construcción de vasos sanguíneos requiere la coordinación de células endoteliales y mesenquimales de soporte a través de múltiples fases para desarrollar las intrincadas redes necesarias para un sistema circulatorio plenamente funcional. La naturaleza dinámica y los patrones de expresión de las Ephs las hacen, por tanto, ideales para desempeñar papeles en la angiogénesis. Los modelos embrionarios de ratón muestran la expresión de EphA1 en el mesodermo y en las células preendocárdicas, extendiéndose más tarde a la aorta dorsal y luego a la vena cefálica primaria, a los vasos intersomíticos y a la vasculatura de las yemas de las extremidades, lo que sería coherente con un papel en la angiogénesis. También se han detectado diferentes receptores Eph de clase A en el revestimiento de la aorta, las arterias del arco braquial, la vena umbilical y el endocardio. Se detectó expresión complementaria de EphB2/efrina-B4 en células endoteliales arteriales en desarrollo y de EphB4 en células endoteliales venosas. También se detectó expresión de EphB2 y efrina-B2 en células mesenquimales de apoyo, lo que sugiere un papel en el desarrollo de la pared a través de la mediación de las interacciones endotelio-mesenquimales. La formación de vasos sanguíneos durante la embriogénesis consiste en la vasculogénesis, la formación de una red capilar primaria seguida de una segunda remodelación y reestructuración en una red terciaria más fina. Estudios en los que utilizaron ratones deficientes en efrina-B2 mostraron una alteración de la vasculatura embrionaria como resultado de una deficiencia en la reestructuración de la red primaria. El análisis funcional de otros ratones mutantes ha conducido al desarrollo de una hipótesis según la cual los Ephs y las efrinas contribuyen al desarrollo vascular restringiendo la mezcla endotelial arterial y venosa, estimulando así la producción de brotes capilares, así como en la diferenciación del mesénquima en células de soporte perivascular, un área de investigación en curso.

### Desarrollo de las extremidades
Aunque actualmente hay pocas pruebas para apoyar esto (y cada vez más pruebas para refutarlo), algunos estudios tempranos implicaron a los Ephs para desempeñar un papel en la señalización del desarrollo de las extremidades. En los pollos, EphA4 se expresa en las yemas de las alas y las patas en desarrollo, así como en el primordio de las plumas y las escamas. Esta expresión se observa en el extremo distal de las yemas de las extremidades, donde las células aún están indiferenciadas y dividiéndose, y parece estar bajo la regulación del ácido retinoico, FGF2, FGF4, y BMP-2 (conocidos por regular el patrón de las extremidades). Los ratones defectuosos para EphA4 no presentan anomalías en la morfogénesis de las extremidades (comunicación personal entre Andrew Boyd y Nigel Holder), por lo que es posible que estos patrones de expresión estén relacionados con la guía neuronal o la vascularización de las extremidades, siendo necesarios más estudios para confirmar o negar un posible papel de Eph en el desarrollo de las extremidades.

### Cáncer
Como miembro de la familia de receptores tirosina cinasa (RTK) y con responsabilidades tan diversas como los receptores Ephs, no es sorprendente saber que los Ephs han sido implicados en varios aspectos del cáncer. Aunque se utilizan ampliamente a lo largo del desarrollo, los Ephs raramente se detectan en tejidos adultos. Los niveles elevados de expresión y actividad se han correlacionado con el crecimiento de tumores sólidos, con receptores Eph de las clases A y B sobreexpresados en una amplia gama de cánceres, incluyendo melanoma, cáncer de mama, próstata, páncreas, gástrico, esofágico y de colon, así como tumores hematopoyéticos. El aumento de la expresión también se correlacionó con tumores más malignos y metastásicos, en consonancia con el papel de los Ephs en el gobierno del movimiento celular.
Es posible que el aumento de la expresión de Eph en el cáncer desempeñe varias funciones, en primer lugar, actuando como factores de supervivencia o como promotor del crecimiento anormal. Las propiedades angiogénicas del sistema Eph pueden aumentar la vascularización y, por tanto, la capacidad de crecimiento de los tumores. En segundo lugar, los niveles elevados de Eph pueden alterar la adhesión célula-célula a través de la cadherina, que se sabe que altera la expresión y localización de los receptores Eph y las efrinas, lo que se sabe que altera aún más la adhesión celular, una característica clave de los cánceres metastásicos. En tercer lugar, la actividad de Eph puede alterar las interacciones de la matriz celular a través de las integrinas mediante el secuestro de moléculas de señalización tras la activación del receptor Eph, así como proporcionar una posible adhesión a través de la unión del ligando de la efrina tras la metástasis.